# حزب كيبيك الليبرالي
حزب كيبيك الليبرالي ((بالفرنسية: Parti libéral du Québec)‏ اختصارا PLQ) هو حزب سياسي يعمل في الساحة السياسة الإقليمية في كيبيك، كندا. هو أيضا أقدم حزب سياسي في الإقليم، منذ عام 1867. تناوب على السلطة على التوالي مع حزب المحافظين، والاتحاد الوطني والحزب الكيبيكي.
حزب كيبيك الليبرالي هو حزب فدرالي، أي انه يدعم فكرة أن تضل كيبيك داخل الاتحاد الفدرالي الكندي بدلا من أن تنفصل عنه لتشكل دولة مستقلة. تاريخيا، حزب كيبيك الليبرالي يفضل التوجهات التقدمية إلى حد ما. اقتصاديا، الحزب يوجد في اليمين من الحزب الكيبيكي منذ أن تأسس هذا الأخير، بينما يتشابهون من ناحية الشؤون الاجتماعية . الحزب يعتبر نفسه في الوسط في الطيف السياسي لكيبيك.

لم يعد تابع للحزب الليبرالي الكندي منذ عام 1955.

زعيمه الحالي هو جان شاريه.